# Savudrija
Savudrija (italienisch: Salvore) ist ein kleiner Badeort in Kroatien an der Nordwestspitze der Halbinsel Istrien und Stadtteil von Umag. Die Siedlung liegt etwa 50 Kilometer südwestlich von Triest und acht Kilometer nördlich des Zentrums von Umag. Etwa 400 Einwohner leben ständig in Savudrija. Ihre ökonomische Basis liegt vor allem im Tourismus sowie in vom Tourismus abhängigen Berufen. Selbstversorgende Landwirtschaft, insbesondere der Anbau von Gemüse sowie Weinbau wird auf den fruchtbaren Terra-rossa-Böden der Gemarkung betrieben. Die hier autochthonen Reben wie Teran oder Malvazija müssen in zunehmendem Maße modernen und ertragreicheren Sorten, vor allem Cabernet und Sauvignon Blanc, weichen.

## Geschichte

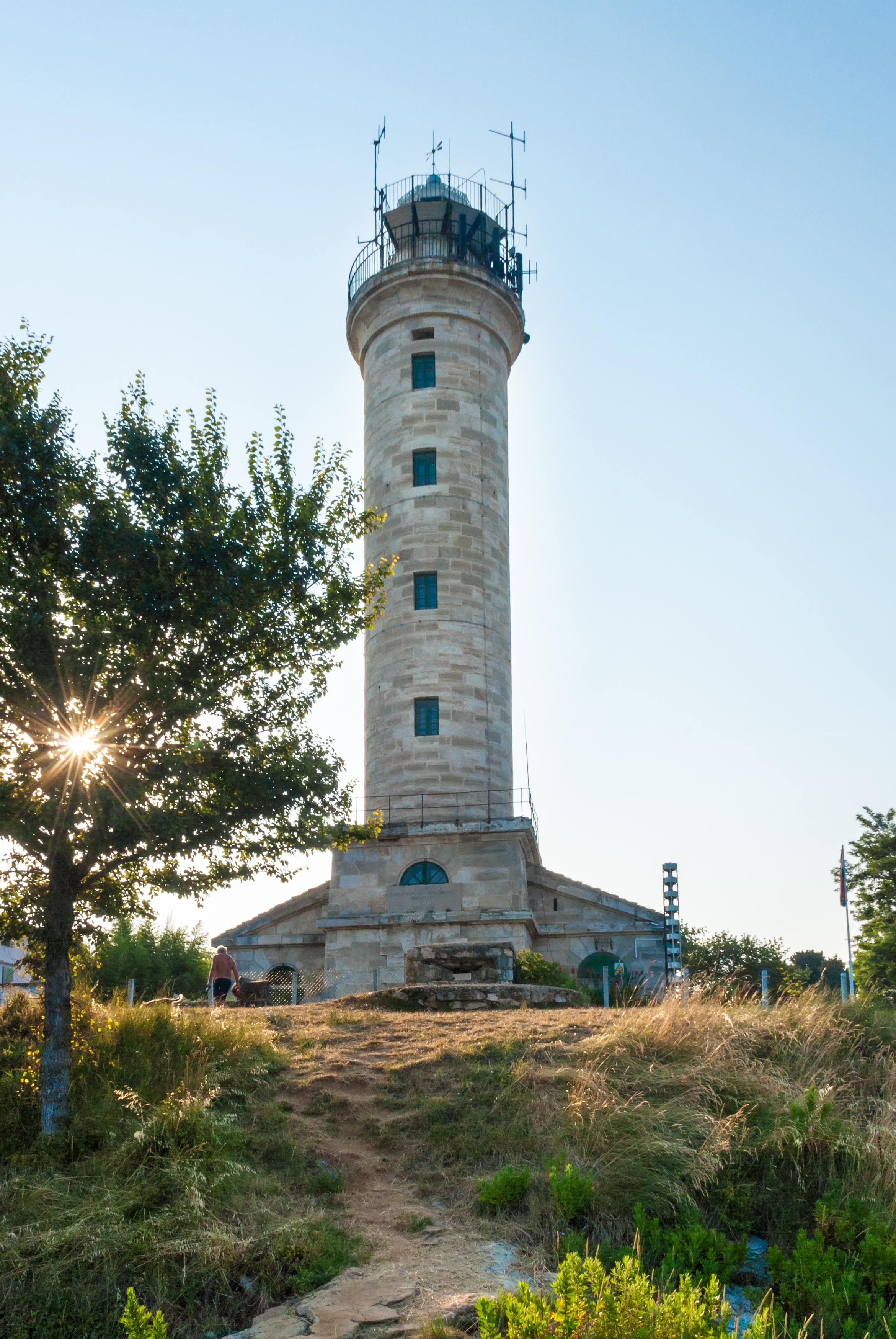
Leuchtturm

Wahrzeichen des Ortes ist der schon 1817/1818 errichtete, 36 Meter hohe Leuchtturm, der älteste und nördlichste in Kroatien. Das Leuchtfeuer, das vor Kap Savudrija und den vorgelagerten Untiefen und Klippen warnt, ist noch immer in Betrieb, der Leuchtturm selbst wird jedoch als Ferienappartement vermietet.
Die Entwicklung Savudrijas als Seebad begann mit der Gründung einer Heil- und Badeanstalt des St. Anna Kinderspitals in Graz, das anfänglich nur den Patienten dieses Spitals zur Heilung und Rekonvaleszenz zur Verfügung stand, sehr bald aber auch kranken Kindern aus anderen Spitälern Österreichs geöffnet wurde.
Die Gegend um Savudrija ist, wie archäologische Funde beweisen, spätestens seit dem Neolithikum besiedelt; diese Siedlungskontinuität dürfte nie über längere Perioden hin abgerissen sein. In der Römerzeit war Savudrija ein Hafen; Reste von Hafenanlagen blieben erhalten. In der Umgebung von Savudrija befinden sich einige bemerkenswerte römische Fundstellen. Besonders erwähnenswert sind die eines römischen Kastells auf der Halbinsel, beziehungsweise temporären Insel Sipar.
Ab der Völkerwanderungszeit und dem Frühen Mittelalter teilt Savudrija im Wesentlichen das geschichtliche Schicksal des übrigen nördlichen Istriens.

## Landschaft
Einen besonderen Reiz Savudrijas bilden die üppige mediterrane Vegetation sowie die zum Teil noch geschlossenen, meist aus Pinien sowie verschiedenen Eichenarten zusammengesetzten Wälder und Wäldchen.

## Tourismus
Savudrija ist heute ein vielbesuchter, aber im Vergleich zu anderen Touristenorten in Istrien ein eher beschaulicher Urlaubsort, der mit den wesentlichsten touristischen Einrichtungen aufwarten kann. Es gibt wenige Hotels, jedoch einige Restaurants.
Savudrijas Strände sind überwiegend Steinstrände. Es gibt aber auch kleine Kiesstrände. Der an der Küste gelegene Campingplatz diente in den 1990er Jahren während des Bosnienkrieges als Flüchtlingslager für mehrere Tausend Flüchtlinge aus der Republik Bosnien und Herzegowina, die anfänglich in Großraumzelten und später in besser isolierten Familienunterkünften lebten.